# Alternanthera nana
Alternanthera nana är en amarantväxtart som beskrevs av Robert Brown. Alternanthera nana ingår i släktet alternanter, och familjen amarantväxter. Inga underarter finns listade i Catalogue of Life.